# Sloanea megacarpa
Sloanea megacarpa är en tvåhjärtbladig växtart som beskrevs av Steyerm. & Marcano Berti. Sloanea megacarpa ingår i släktet Sloanea och familjen Elaeocarpaceae. Inga underarter finns listade i Catalogue of Life.